# Un Noël pas comme les autres
Pour plus de détails, voir Fiche technique et Distribution.
Un Noël pas comme les autres (Dashing Through the Snow) est un film américain écrit et réalisé par Tim Story et sorti en 2023. Cette comédie fantastique de Noël est diffusée sur le service Disney+.
Le film met en scène Ludacris, dans le rôle d'Eddie Garrick. Depuis une expérience traumatisante vécue dans son enfance, ce travailleur social de la police d'Atlanta, ne croit plus en la magie de Noël. À la demande de son ex-femme Allison, il emmène avec lui sur son lieu de travail leur fille Charlotte, âgée de 9 ans. Mais en ce 24 décembre, ils vont faire la rencontre de Nick, un homme mystérieux vêtu d’un costume rouge. Pensant l’individu en plein délire, Eddie lui propose une aide professionnelle. Il va ainsi se lancer dans une aventure magique qui pourrait bien lui redonner foi en Noël.

## Synopsis
Eddie Garrick est un travailleur social d'Atlanta. C'est un homme asser cynique au sujet des vacances, en raison d'un incident dans sa jeunesse lorsqu'un Père Noël de centre commercial, qu'il a demandé en toute confiance d'aider à réconcilier ses parents mais à la place il à tenter de cambrioler sa maison mettant fin à sa croyance pour le Père Noël. En tant qu'adulte, il est en plein divorce avec sa femme Allison et ils ont une fille nommée Charlotte. Pendant qu'Allison fait des achats de dernière minute, Eddie passe du temps avec Charlotte et se rend chez son voisin pour nourrir leur chat. Il rencontre un homme déguisé en Père Noël nommé Nick et il prétend qu’il est le vrai Père Noël. Nick semble être très méprisant de tout et fait attention à l'égard de trois personnes qui le suivent.
Eddie décide d'emmener Nick à l'hôpital, croyant qu'il est mentalement malsain, et Charlotte l'emmène. Nick révèle des détails sur lui-même et Charlotte est convaincu qu'il est le vrai Père Noël. Les trois individus poursuivent Eddie, Nick et Charlotte qui s'échappent, mais leur voiture tombe en panne. Ils saluent un taxi, mais quand ils sont à nouveau suivis, Nick sort de la voiture et se cache dans un club où tout le monde est habillé en Père Noël. Nick et Charlotte le suivent et perdent les remorques après avoir été secourus par une famille nommée les Truckles. Les Truckles sont obsédés par le Père Noël et en utilisant leur équipement, ils ont pu retrouver Nick qui fait une fois de plus une sortie hâtive, forçant Eddie et Charlotte à le suivre à nouveau.
Nick emmène Eddie et Charlotte dans l'un de ses entrepôts qui est chargé de beaucoup de ses supporters au sol, y compris un couple nommé Gerald et Lucille, qui réparent son équipement. Nick révèle pourquoi il est poursuivi : l'un de ses arrêts était la maison de Conrad Harf, un politicien de confiance qui cachait l'un de ses stratagèmes tordus. Les trois personnes qui les poursuivaient toute la nuit travaille pour lui car Nick a accidentellement mélangé sa tablette avec celle de Conrad, qui contient des preuves pour le faire arrêter. Interprétant mal la situation, Eddie pense que Nick est un autre cambrioleur et appelle la police pour venir l'arrêter, contre la volonté de Charlotte. Au poste de police, Nick est emmené, mais en déduit que les "agents" qui l'emmènent sont plus des renforts de Conrad. Eddie se rend compte que Nick a laissé la tablette avec lui et parvient à la déverrouiller, apprenant qu'il disait la vérité surtout quand il découvre la lettre de Nick sur laquelle il avait fait le vœu de réconcilier ses parents.
Eddie et Charlotte recrutent les Truckles pour aider à localiser Nick qui a été emmené directement chez Conrad qui assiste à la fête de Noël du maire. Eddie arrive pour libérer Nick, mais ils sont attrapés. Maintenant, croyant pleinement à Nick, Eddie active sa télécommande qui permet d’appeler les rennes, faisant apparaître tous les rennes de Nick et battent les hommes de Conrad avant qu’il ne se fasse arrêter avec ses associés. Malgré ses actions, Nick donne à Conrad une figure d'Action Arthur de bonne foi, et Nick repart sur son traîneau pour reprendre sa livraison. Eddie et Charlotte rentrent chez Allison qui est incrédule face à leur excuse selon laquelle ils traînaient avec le Père Noël jusqu'à ce que Nick arrive pour leur donner un dernier cadeau, un chien nommé Bulldozer, qu'il avait plus tôt dit à Eddie qu'il leurs donnerait. Eddie renouvelle sa romance avec Allison alors qu'il invite les Truckles à passer les vacances avec eux, tandis que Nick s'envole pour terminer ses livraisons de Noël.

## Fiche technique
Sauf indication contraire, les informations mentionnées dans cette section peuvent être confirmées par les bases de données cinématographiques IMDb et Allociné,  présentes dans la section « Liens externes ».
- Titre français : Un Noël pas comme les autres
- Titre original : Dashing Through the Snow
- Réalisation : Tim Story
- Scénario : Scott Rosenberg
- Musique : Christopher Lennertz
- Photographie : Christopher Duskin
- Production : John Jacobs et Will Packer
- Société de production : Walt Disney Pictures, Will Packer Productions et Smart Entertainment
- Société de distribution : Disney+
- Pays de production :  États-Unis
- Langue originale : anglais
- Format : couleur
- Genre : comédie, fantastique
- Durée : 90 minutes
- Dates de sortie[3] : 17 novembre 2023 (sur Disney+)
- Classification[4] :
  - États-Unis : PG

## Distribution
- Lil Rel Howery (VF : Diouc Koma) : Nick
- Ludacris (VF : Jean-Baptiste Anoumon) : Eddie Garrick
- Madison Skye Validum (VFB : Vera Vedernikova) : Charlotte Garrick
- Teyonah Parris (VF : Alice Taurand) : Allison Garrick
- Oscar Nuñez (VF : Luc Boulad) : Conrad Harf
- Ravi Patel : Peter
- Gina Brillon : Sonya Truckle
- Sebastian Sozzi : Martin Truckle
- Gaby Rosario : Kayleigh Truckle
- Noah Ayden Hernandez : Diego Truckle
- Marcus Lewis : Paul
- Mary Lynn Rajskub (VF : Marie Chevalot) : Mary
- Michael H. Cole : Moke
- Kayte Giralt : Ginny
- Vince Pisani : Luther
- Kevin Connolly : Gerald
- Zulay Henao : Lucille
- David Shae (en) : l'inspecteur Bobby Carlotta

 Source et légende : version française (VF) sur RS Doublage et carton du doublage français.

## Production
Le tournage se déroule à Atlanta en Géorgie en août 2022. La musique du film a été composée par Christopher Lennertz. Il se déroule également à New York.

## Accueil
Sur le site d'agrégation de critiques Rotten Tomatoes, le film obtient 32% d'avis favorables, pour 19 critiques.